# Ashlyn Pearce
Ashlyn Pearce (Mill Creek, 8 luglio 1994) è un'attrice e modella statunitense, nota per aver interpretato il ruolo di Alexandria "Aly" Forrester nella soap Beautiful (The Bold and the Beautiful).

## Biografia
Ashlyn Pearce è nata l'8 luglio 1994 a Mill Creek, a Washington (Stati Uniti d'America), da madre Lisa Pearce e da padre David Pearce, ed ha una sorella che si chiama Taryn.

## Carriera
Ashlyn Pearce all'età di undici anni, ha iniziato a giocare a tennis ed è salita al primo posto nella regione del Pacifico nord-occidentale.
All'età di sedici anni si è trasferita con la madre a Los Angeles per iniziare la sua carriera di attrice e modella. È apparsa sulle riviste Vogue, Elle, Harper's Bazaar e Cosmopolitan. Ha iniziato a recitare in vari cortometraggi come nel 2011 in Chapter I: Encounter diretto da Boyu Alan Wang, in Chapter II: First Date diretto da Boyu Alan Wang e in Chapter III: Nightmare diretto da Boyu Alan Wang, nel 2012 in The Madame diretto da David Christopher Lee.
Dopo aver girato vari cortometraggi, alla fine del 2013 è arrivata la prima vera occasione entrando a far parte del cast principale di Beautiful (The Bold and the Beautiful), in cui ha interpretato la versione adulta di Alexandria Forrester, detta Aly, figlia di Thorne Forrester e Darla Einstein fino alla morte del suo personaggio avvenuta nel 2015. Nel 2014 ha ricoperto il ruolo di Lucy nel cortometraggio Saudade diretto da Louisa Grams. Nel 2016 ha interpretato il ruolo di Autumn nel film 5150 diretto da Michael Cory Davis. Nello stesso anno è stata inclusa nel cast della serie Salem, nel ruolo di Alice.
Nel 2017 ha recitato nelle serie Hand of God (nel ruolo di Denise Murphy) e American Vandal (nel ruolo di Abby Whitehead). Nel 2021 ha interpretato il ruolo di Camilla nel film Scambio mortale (Deadly Switch) diretto da Svetlana Cvetko e quello di All the Men in My Life diretto da Leila Djansi. Nel 2023 è stata inclusa nel cast del film You Above All diretto da Lucas Elliot Eberl e Edgar Morais.

## Filmografia

### Attrice

#### Cinema
- 5150, regia di Michael Cory Davis (2016)
- Scambio mortale (Deadly Switch), regia di Svetlana Cvetko (2021)
- All the Men in My Life, regia di Leila Djansi (2021)
- You Above All, regia di Lucas Elliot Eberl e Edgar Morais (2023)

#### Televisione
- Beautiful (The Bold and the Beautiful) – soap opera (2013-2015)
- Salem – serie TV (2016)
- Hand of God – serie TV (2017)
- American Vandal – serie TV (2017)

#### Cortometraggi
- Chapter I: Encounter, regia di Boyu Alan Wang (2011)
- Chapter II: First Date, regia di Boyu Alan Wang (2011)
- Chapter III: Nightmare, regia di Boyu Alan Wang (2011)
- The Madame, regia di David Christopher Lee (2012)
- Saudade, regia di Louisa Grams (2014)

### Regista

#### Cortometraggi
- Another Story, regia di Ashlyn Pearce (2022)

### Sceneggiatrice

#### Cortometraggi
- Another Story, scritto da Irena Reedy e Ashlyn Pearce (2022)

## Programmi televisivi
- Soap Central (2015-2016)

## Doppiatrici italiane
Nelle versioni in italiano dei suoi film e delle sue serie TV, Ashlyn Pearce è stata doppiata da:
- Valentina Favazza[23] in Beautiful[24]

## Riconoscimenti
- Daytime Emmy Awards
  - 2016: Candidatura come Miglior giovane attrice in una serie drammatica per Beautiful (The Bold and the Beautiful)[25]